# Villa Huidobro
Villa Huidobro é um município da província de Córdova, na Argentina.